# Daniel Gómez Giménez
Daniel Gómez Giménez (Benavites, 1974), més conegut com a Dani, és un pilotari valencià en nòmina de l'empresa ValNet. Va començar jugant a galotxa però destaca com a mitger de l'Escala i corda. Ha estat membre de la Selecció Valenciana de Pilota.
Es va retirar després de disputar el Circuit de 2017.

## Biografia
Va començar a jugar quan a penes tenia 5-6 anys als carrers del seu poble, però prompte va passar a jugar al trinquet a l'edat dels 10 anys, on va debutar amb partida de juvenils als 14. Ha sigut un bon jugador a la posició de mitger, a la modalitat d'Escala i Corda.

## Palmarès
Escala i corda
- Campió del Circuit Bancaixa 2001 i 2011
  - Sub-campio Circuit Bancaixa 2015
- Campió Copa Diputació de València anys 2014 i 2015
- Campió Màsters Ciutat de València: 2009,2012 i 2013
  - Subcampió Màsters Ciutat de València: 2007 i 2008
- Campió del Trofeu Caixa rural de Vila-real: 2008, 2009 i 2012
  - Subcampió del Trofeu Caixa Rural de Vila-real: 2011
- Campió del Trofeu Ciutat de Llíria: 2011 i 2012
  - Subcampió del Trofeu Ciutat de Llíria: 2007 i 2010
- Campió del Trofeu Hnos. Viel de Sueca: 2008
- Campió del Trofeu Mancomunitat de la Ribera Alta: 2009,2012,2015 i 2016
  - Subcampió del Trofeu Mancomunitat de la Ribera Alta: 2007 i 2011
- Campió del Trofeu Nadal de Benidorm: 2009
  - Subcampió del Trofeu Nadal de Benidorm: 2010, 2011 i 2012
- Campió del Trofeu President de la Diputació de Castelló: 2009 i 2011
  - Subcampió del Trofeu President de la Diputació de Castelló: 2012
- Campió del Trofeu Universitat de València: 2008 i 2012
  - Subcampió del Trofeu Universitat de València: 2009
- Campió Trofeu Velarte-Mercader de Massamagrell: 2008
- Campió del Trofeu Vidal: 2007 i 2011
  - Subcampió del Trofeu Vidal: 2009
- Campió del Trofeu Superdeporte: 2010
- Subcampió del Trofeu Ciutat de Dénia: 2011 i 2012
- Campió Trofeu Ciutat de Torrent 2016

Galotxa
- Campió Juvenil de Galotxa: 1991
- Campió Trofeu Moscatel de Godelleta 2003 i 2006
  - Subcampió del Trofeu Moscatell: 2008 i 2011

Campionats Internacionals de Pilota
- Campió del Món de Llargues i Joc internacional, València 2000
- Campió d'Europa de Joc internacional, Països Baixos 2001
- Subcampió d'Europa de Llargues, Països Baixos 2001